# Alone II: The Home Recordings of Rivers Cuomo
Alone II: The Home Recordings of Rivers Cuomo, to druga kompilacja nagrań demo wydana przez Riversa Cuomo. Książeczka dołączona do płyty zawiera opis każdego z utworów napisany przez samego Riversa w formie długiego eseju oraz wiele niepublikowanych wcześniej zdjęć.

## Lista utworów
Wszystkie utwory napisane przez Riversa Cuomo, poza oznaczonymi inaczej.
1. "Victory on the Hill" – 0:50
2. "I Want to Take You Home Tonight" – 3:56
3. "The Purification of Water" – 3:56
4. "I Was Scared" – 2:54
5. "Harvard Blues" – 0:31
6. "My Brain Is Working Overtime" – 3:27
7. "I Don't Want to Let You Go" – 3:46
8. "Oh Jonas" – 0:26
9. "Please Remember" – 0:37
10. "Come to My Pod" – 1:31
11. "Don't Worry Baby" (Brian Wilson, Roger Christian) – 2:58
12. "The Prettiest Girl in the Whole Wide World" – 2:44
13. "Can't Stop Partying" (Jermaine Dupri, Rivers Cuomo) – 2:18
14. "Paper Face" – 3:20
15. "Walt Disney" – 2:50
16. "I Admire You So Much" – 0:46
17. "My Day Is Coming" – 4:23
18. "Cold and Damp" – 3:35
19. "I'll Think About You" – 3:01

### Pochodzene utworów
- Utwory 3 i 14 zostały nagrane przed wydaniem albumu Weezer (1994)
- Utwory 1 i 15 zostały napisane i nagrane w roku 1995.
- Utwory 8-10 to dema z nieukończonego albumu Songs From The Black Hole.
- Utwory 5,6,12,18 zostały nagrane w latach 1997-1999, kiedy Weezer miał przerwę.
- Utwory 7 i 17 miały zostać nagrane przez Weezera na ich szósty album.
- Utwór 16 został nagrany w 2001 roku podczas trasy zespołu promującej album Weezer
- Utwory 2 i 4 zostały napisane z myślą o albumie Make Believe.
- Utwór 12 został napisany z myślą o ósmym albumie.
- Przyjmuje się, że utwór 19 to druga oficjalnie wydana piosenka zespołu Homie, ponieważ grają na niej ludzie biorący udział w projekcie i brzmi jak nagranie studyjne a nie dema nagrywane przez Riversa w 1994 roku, w którym piosenka została napisana. Powodem niepodania tej informacji oficjalnie w książeczce do płyty może być znana niechęć Riversa do tego projektu. Gdyby była to prawda, jest to pierwsza piosenka jaka ujrzała światło dziennie z płyty Homie nagranej w 1998 roku i nigdy oficjalnie nie wydanej. W książeczce brakuje jednoznacznego określenia daty rejestracji utworu.